# Beta C-Mag

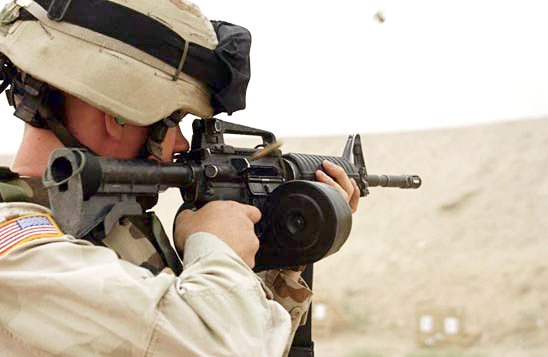
Полевые испытания Beta C-Mag в автомате M4.

Beta C-Mag — двухбарабанный магазин для стрелкового оружия, вмещающий 100 патронов калибра 5,56×45 мм, 7,62×51 мм НАТО или 9×19 мм Парабеллум. Разработан Джимом Салливаном. Конструктивно представляет собой два барабана на 50 патронов каждый. Новейшая модификация магазина оснащена прозрачной пластиковой крышкой, позволяющей стрелку визуально контролировать наличие патронов в магазине. Снаряжённая версия Beta C-Mag под патрон 5,56×45 мм весит 2,1 кг, вес пустого магазина составляет 1,0 кг.
Модификация Beta C-Mag, разработанная для автоматической винтовки M16, состоит на вооружении Вооружённых сил США.

## Проблемы с надежностью
|  | Рис. 1. полный магазин |
|  | Рис. 2. пустой         |

В 2003 году во время кампании в Афганистане отмечались многократные проблемы с подачей патронов и заедания стрелкового оружия по вине магазина Beta C-Mag